# Mistrovství Evropy ve fotbale žen 2009
Mistrovství Evropy ve fotbale žen 2009 bylo desátým ročníkem tohoto turnaje. Vítězem se stala německá ženská fotbalová reprezentace, která tak získala pátý titul v řadě.

## Kvalifikace
Hlavní článek: Kvalifikace na Mistrovství Evropy ve fotbale žen 2009
Dvacet nejníže nasazených týmů bylo v první fázi rozlosováno do pěti skupin po čtyřech týmech. V nich se tyto celky utkaly jednokolově každý s každým během jednoho týdne na předem určeném jednotném místě. Vítězové skupin postoupili do druhé fáze, kde se přidali k 25 přímo nasazeným týmům. Byli zde rozlosováni do šesti skupin po pěti. Ve skupinách se utkal každý s každým dvoukolově (doma a venku). Vítězové skupin postoupili přímo na závěrečný turnaj, zatímco týmy ze druhých míst a čtveřice nejlepších ze třetích míst se utkala v baráži systémem doma a venku o pět zbývajících místenek na závěrečný turnaj.

## Základní skupiny
| Vysvětlivky | Vysvětlivky                                                                                  |
| ----------- | -------------------------------------------------------------------------------------------- |
|             | První dva týmy z každé skupiny a dva nejlepší týmy na třetích místech postoupily do play off |

### Skupina A
| Tým        | Z | V | R | P | VG | IG | B |
| ---------- | - | - | - | - | -- | -- | - |
| Finsko     | 3 | 2 | 0 | 1 | 3  | 2  | 6 |
| Nizozemsko | 3 | 2 | 0 | 1 | 5  | 3  | 6 |
| Dánsko     | 3 | 1 | 0 | 2 | 3  | 4  | 3 |
| Ukrajina   | 3 | 1 | 0 | 2 | 2  | 4  | 3 |

| 23. srpna 2009 14:45 |          |          |                                                                             |
| Nizozemsko           | 2:0      | Ukrajina | Veritas Stadion, Turku diváci: 2 571 rozhodčí: Cristina Dorcioman (Romania) |
|                      | (Report) |          | Veritas Stadion, Turku diváci: 2 571 rozhodčí: Cristina Dorcioman (Romania) |

| 23. srpna 2009 19:30 |          |        |                                                                                       |
| Finsko               | 1:0      | Dánsko | Olympijský stadion, Helsinky diváci: 16 334 rozhodčí: Dagmar Damková (Czech Republic) |
|                      | (Report) |        | Olympijský stadion, Helsinky diváci: 16 334 rozhodčí: Dagmar Damková (Czech Republic) |

| 26. srpna 2009 17:30 |          |        |                                                                                    |
| Ukrajina             | 1:2      | Dánsko | Finnair Stadium, Helsinky diváci: 1 372 rozhodčí: Gyöngyi Krisztina Gaal (Hungary) |
|                      | (Report) |        | Finnair Stadium, Helsinky diváci: 1 372 rozhodčí: Gyöngyi Krisztina Gaal (Hungary) |

| 26. srpna 2009 20:00 |          |        |                                                                                |
| Nizozemsko           | 1:2      | Finsko | Olympijský stadion, Helsinky diváci: 16 148 rozhodčí: Jenny Palmqvist (Sweden) |
|                      | (Report) |        | Olympijský stadion, Helsinky diváci: 16 148 rozhodčí: Jenny Palmqvist (Sweden) |

| 29. srpna 2009 17:30 |          |          |                                                                                    |
| Finsko               | 0:1      | Ukrajina | Olympijský stadion, Helsinky diváci: 15 138 rozhodčí: Natalia Avdonchenko (Russia) |
|                      | (Report) |          | Olympijský stadion, Helsinky diváci: 15 138 rozhodčí: Natalia Avdonchenko (Russia) |

| 29. srpna 2009 17:30 |          |            |                                                                        |
| Dánsko               | 1:2      | Nizozemsko | Lahden Stadion, Lahti diváci: 1 712 rozhodčí: Jenny Palmqvist (Sweden) |
|                      | (Report) |            | Lahden Stadion, Lahti diváci: 1 712 rozhodčí: Jenny Palmqvist (Sweden) |

### Skupina B
| Tým     | Z | V | R | P | VG | IG | B |
| ------- | - | - | - | - | -- | -- | - |
| Německo | 3 | 3 | 0 | 0 | 10 | 1  | 9 |
| Francie | 3 | 1 | 1 | 1 | 5  | 7  | 4 |
| Norsko  | 3 | 1 | 1 | 1 | 2  | 5  | 4 |
| Island  | 3 | 0 | 0 | 3 | 1  | 5  | 0 |

| 24. srpna 2009 17:00 |          |        |                                                                               |
| Německo              | 4:0      | Norsko | Ratina Stadion, Tampere diváci: 6 552 rozhodčí: Alexandra Ihringova (England) |
|                      | (Report) |        | Ratina Stadion, Tampere diváci: 6 552 rozhodčí: Alexandra Ihringova (England) |

| 24. srpna 2009 20:00 |          |         |                                                                              |
| Island               | 1:3      | Francie | Ratina Stadion, Tampere diváci: 6 552 rozhodčí: Natalia Avdonchenko (Russia) |
|                      | (Report) |         | Ratina Stadion, Tampere diváci: 6 552 rozhodčí: Natalia Avdonchenko (Russia) |

| 27. srpna 2009 17:30 |          |         |                                                                           |
| Francie              | 1:5      | Německo | Ratina Stadion, Tampere diváci: 3 331 rozhodčí: Kateryna Monzul (Ukraine) |
|                      | (Report) |         | Ratina Stadion, Tampere diváci: 3 331 rozhodčí: Kateryna Monzul (Ukraine) |

| 27. srpna 2009 20:00 |          |        |                                                                            |
| Island               | 0:1      | Norsko | Lahden Stadion, Lahti diváci: 1 399 rozhodčí: Cristina Dorcioman (Romania) |
|                      | (Report) |        | Lahden Stadion, Lahti diváci: 1 399 rozhodčí: Cristina Dorcioman (Romania) |

| 30. srpna 2009 16:00 |          |        |                                                                           |
| Německo              | 1:0      | Island | Ratina Stadion, Tampere diváci: 3 101 rozhodčí: Kirsi Heikkinen (Finland) |
|                      | (Report) |        | Ratina Stadion, Tampere diváci: 3 101 rozhodčí: Kirsi Heikkinen (Finland) |

| 30. srpna 2009 16:00 |          |         |                                                                                 |
| Norsko               | 1:1      | Francie | Finnair Stadium, Helsinky diváci: 1 537 rozhodčí: Alexandra Ihringova (England) |
|                      | (Report) |         | Finnair Stadium, Helsinky diváci: 1 537 rozhodčí: Alexandra Ihringova (England) |

### Skupina C
| Tým     | Z | V | R | P | VG | IG | B |
| ------- | - | - | - | - | -- | -- | - |
| Švédsko | 3 | 2 | 1 | 0 | 6  | 1  | 7 |
| Itálie  | 3 | 2 | 0 | 1 | 4  | 3  | 6 |
| Anglie  | 3 | 1 | 1 | 1 | 5  | 5  | 4 |
| Rusko   | 3 | 0 | 0 | 3 | 2  | 8  | 0 |

| 25. srpna 2009 17:30 |                            |        |                                                                           |
| Itálie               | 2:1                        | Anglie | Lahden Stadion, Lahti diváci: 2 950 rozhodčí: Bibiana Steinhaus (Germany) |
|                      | (Report)[nedostupný zdroj] |        | Lahden Stadion, Lahti diváci: 2 950 rozhodčí: Bibiana Steinhaus (Germany) |

| 25. srpna 2009 20:00 |          |       |                                                                          |
| Švédsko              | 3:0      | Rusko | Veritas Stadion, Turku diváci: 4 697 rozhodčí: Kirsi Heikkinen (Finland) |
|                      | (Report) |       | Veritas Stadion, Turku diváci: 4 697 rozhodčí: Kirsi Heikkinen (Finland) |

| 28. srpna 2009 17:30 |                            |         |                                                                            |
| Itálie               | 0:2                        | Švédsko | Veritas Stadion, Turku diváci: 5 947 rozhodčí: Bibiana Steinhaus (Germany) |
|                      | (Report)[nedostupný zdroj] |         | Veritas Stadion, Turku diváci: 5 947 rozhodčí: Bibiana Steinhaus (Germany) |

| 28. srpna 2009 20:00 |          |       |                                                                                   |
| Anglie               | 3:2      | Rusko | Finnair Stadium, Helsinky diváci: 1 462 rozhodčí: Dagmar Damková (Czech Republic) |
|                      | (Report) |       | Finnair Stadium, Helsinky diváci: 1 462 rozhodčí: Dagmar Damková (Czech Republic) |

| 31. srpna 2009 19:00 |          |        |                                                                                       |
| Rusko                | 0:2      | Itálie | Olympijský stadion, Helsinky diváci: 1 112 rozhodčí: Gyöngyi Krisztina Gaal (Hungary) |
|                      | (Report) |        | Olympijský stadion, Helsinky diváci: 1 112 rozhodčí: Gyöngyi Krisztina Gaal (Hungary) |

| 31. srpna 2009 19:00 |          |        |                                                                          |
| Švédsko              | 1:1      | Anglie | Veritas Stadion, Turku diváci: 6 142 rozhodčí: Kateryna Monzul (Ukraine) |
|                      | (Report) |        | Veritas Stadion, Turku diváci: 6 142 rozhodčí: Kateryna Monzul (Ukraine) |

### Žebříček týmů na třetích místech
| Tým    | Z | V | R | P | VG | IG | B |
| ------ | - | - | - | - | -- | -- | - |
| Anglie | 3 | 1 | 1 | 1 | 5  | 5  | 4 |
| Norsko | 3 | 1 | 1 | 1 | 2  | 5  | 4 |
| Dánsko | 3 | 1 | 0 | 2 | 3  | 4  | 3 |

## Play off

### Čtvrtfinále
| 3. září 2009 16:00 |          |        |                                                                                |
| Finsko             | 2:3      | Anglie | Veritas Stadion, Turku diváci: 7 247 rozhodčí: Dagmar Damková (Czech Republic) |
|                    | (Report) |        | Veritas Stadion, Turku diváci: 7 247 rozhodčí: Dagmar Damková (Czech Republic) |

| 3. září 2009 20:00 |                         |         |                                                                           |
| Nizozemsko         | 0:0 (prodl.) 5:4 (pen.) | Francie | Ratina Stadion, Tampere diváci: 2 766 rozhodčí: Kirsi Heikkinen (Finland) |
|                    | (Report)                |         | Ratina Stadion, Tampere diváci: 2 766 rozhodčí: Kirsi Heikkinen (Finland) |

| 4. září 2009 16:00 |          |        |                                                                        |
| Německo            | 2:1      | Itálie | Lahden Stadion, Lahti diváci: 1 866 rozhodčí: Jenny Palmqvist (Sweden) |
|                    | (Report) |        | Lahden Stadion, Lahti diváci: 1 866 rozhodčí: Jenny Palmqvist (Sweden) |

| 4. září 2009 20:00 |          |        |                                                                               |
| Švédsko            | 1:3      | Norsko | Finnair Stadium, Helsinky diváci: 1 708 rozhodčí: Bibiana Steinhaus (Germany) |
|                    | (Report) |        | Finnair Stadium, Helsinky diváci: 1 708 rozhodčí: Bibiana Steinhaus (Germany) |

### Semifinále
| 6. září 2009 19:00 |              |            |                                                                                  |
| Anglie             | 2:1 (prodl.) | Nizozemsko | Ratina Stadion, Tampere diváci: 4 621 rozhodčí: Gyöngyi Krisztina Gaal (Hungary) |
|                    | (Report)     |            | Ratina Stadion, Tampere diváci: 4 621 rozhodčí: Gyöngyi Krisztina Gaal (Hungary) |

| 7. září 2009 19:00 |          |        |                                                                             |
| Německo            | 3:1      | Norsko | Finnair Stadium, Helsinky diváci: 2 765 rozhodčí: Kirsi Heikkinen (Finland) |
|                    | (Report) |        | Finnair Stadium, Helsinky diváci: 2 765 rozhodčí: Kirsi Heikkinen (Finland) |

#### Finále
| 10. září 2009 19:00 |          |         |                                                                      |
| Anglie              | 2:6      | Německo | Olympijský stadion, Helsinky diváci: 15 877 rozhodčí: Dagmar Damková |
|                     | (Report) |         | Olympijský stadion, Helsinky diváci: 15 877 rozhodčí: Dagmar Damková |